# NGC 6279
NGC 6279 (другие обозначения — UGC 10645, MCG 8-31-17, ZWG 252.13, NPM1G +47.0338, PGC 59370) — линзообразная галактика (SB0) в созвездии Геркулес.
Этот объект входит в число перечисленных в оригинальной редакции «Нового общего каталога».